# Bokar

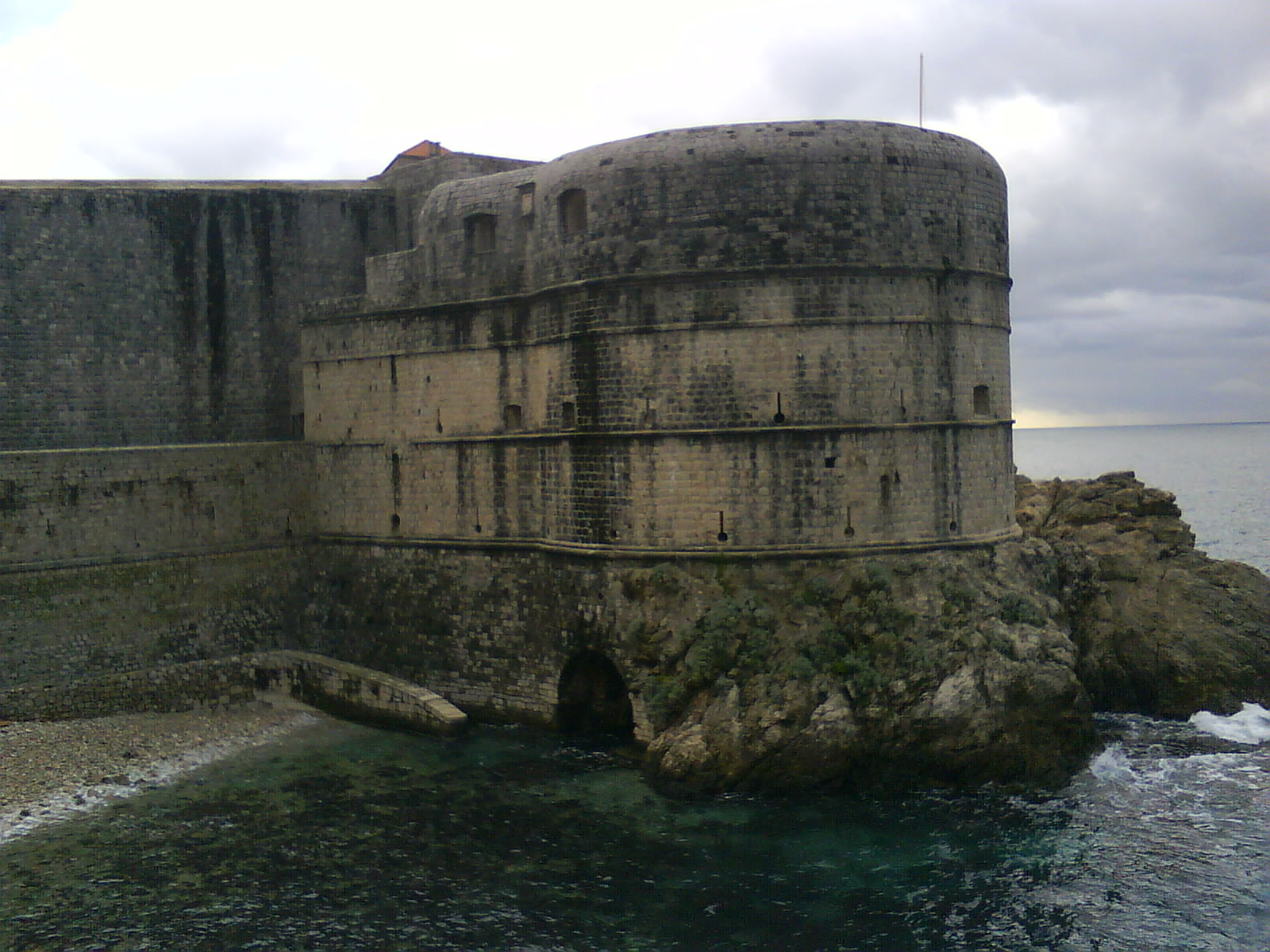
Baszta Bokar

Bokar – baszta (chorw. kula Bokar) w zachodniej pierzei murów miejskich Dubrownika. Stoi na niewielkim cyplu wcinającym się w morze, w miejscu, gdzie mury opuszczają brzeg i zaczynają biec w głąb lądu. Naprzeciw, po drugiej stronie zatoczki Uvala Pile, stoi fort Lovrijenac. 
Baszta Bokar została wzniesiona w latach 1461-1570. Ma plan podkowy i trzy kondygnacje ze strzelnicami armatnimi oraz kazamaty mieszczące magazyny broni i prochu. Jej główną funkcją była obrona fosy i bramy Pile. 
Źródła: 
- Sławomir Adamczak, Katarzyna Firlej Chorwacja i Czarnogóra. Praktyczny przewodnik, wydanie pierwsze, Wydawnictwo Pascal, Bielsko-Biała 2003, ISBN 83-7304-154-0, s.234-252
- Zuzanna Brusić, Salomea Pamuła Chorwacja. W kraju lawendy i wina. Przewodnik, wydanie III zaktualizowane, Wydawnictwo Bezdroża, Kraków 2006, ISBN 83-60506-45-0, s.260-282
- Piers Letcher Chorwacja. Przewodnik turystyczny National Geographic, wydanie polskie, Wydawnictwo G+J RBA, b.m.w., 2008, ISBN 978-83-60006-70-2, s.343-381
- Robert Župan Dubrovnik. Plan grada - city map - Stadtplan - pianta della citta, TRSAT d.o.o., Zagreb 2006, ISBN 978-953-6107-35-3
- Dubrovnik. Gradske utvrde i vrata od Grada (chorw.)